# Bojnik, Srbija
Bojnik (izvirno srbsko Бојник) je naselje v Srbiji, ki je središče istoimenske občine; slednja pa je del Jablaniškega upravnega okraja.

## Demografija
V naselju živi 2321 polnoletnih prebivalcev, pri čemer je njihova povprečna starost 34,9 let (34,7 pri moških in 35,0 pri ženskah). Naselje ima 912 gospodinjstev, pri čemer je povprečno število članov na gospodinjstvo 3,46.
To naselje je, glede na rezultate popisa iz leta 2002, večinoma srbsko, a v času zadnjih 3 popisov je opazen porast števila prebivalcev.
|  |

| Demografija | Demografija     | Demografija     |
| Leto        | Št. prebivalcev | Št. prebivalcev |
| ----------- | --------------- | --------------- |
|             |                 |                 |
|             |                 |                 |
|             |                 |                 |
|             |                 |                 |
| 1948        | 1004            |                 |
| 1953        | 1110            |                 |
| 1961        | 1448            |                 |
| 1971        | 1780            |                 |
| 1981        | 2241            |                 |
| 1991        | 2825            | 2797            |
| 2002        | 3269            | 3159            |
|             |                 |                 |

| Etnična sestava po popisu iz leta 2002 | Etnična sestava po popisu iz leta 2002 | Etnična sestava po popisu iz leta 2002 | Etnična sestava po popisu iz leta 2002 | Etnična sestava po popisu iz leta 2002 |
| -------------------------------------- | -------------------------------------- | -------------------------------------- | -------------------------------------- | -------------------------------------- |
| Srbi                                   | Srbi                                   |                                        | 2.710                                  | 85,78%                                 |
| Romi                                   | Romi                                   |                                        | 430                                    | 13,61%                                 |
| Črnogorci                              | Črnogorci                              |                                        | 12                                     | 0,37%                                  |
| Hrvati                                 | Hrvati                                 |                                        | 1                                      | 0,03%                                  |
| Neznano                                | Neznano                                |                                        | 3                                      | 0,09%                                  |